# José Carlos Conceição dos Anjos
José Carlos Conceição dos Anjos (Salvador, 20 de março de 1965) é um ex-futebolista brasileiro que atuava como atacante.

## Carreira
Revelado no Bahia, Zé Carlos foi fundamental para a conquista do bi-campeonato brasileiro do Tricolor de Aço, sendo o artilheiro da equipe, com 9 gols. Também jogou no Atlético Mineiro e no Internacional.
Ele é irmão de Juninho.

## Títulos
Bahia
- Campeonato Baiano, 1986, 1987, 1988[1]
- Campeonato Brasileiro: 1988[1]

Atlético-MG
- Campeonato Mineiro: 1991, 1995[1]
- Copa Conmebol: 1992[1]

Internacional-RS
- Campeonato Gaúcho de Futebol: 1991[1]